# Macédoine au Concours Eurovision de la chanson 2018
La Macédoine est l'un des quarante-trois pays participants du Concours Eurovision de la chanson 2018, qui se déroule à Lisbonne au Portugal. Le pays est représenté par le duo Eye Cue et la chanson Lost and Found, sélectionnés en interne par le diffuseur macédonien MRT. Terminant 18e avec 24 points, le pays ne se qualifie pas pour la finale.

## Participation
La participation de la Macédoine au Concours 2018 a été fortement compromise en raison d'une dette envers l'UER trop importante. En effet, l'UER a décidé de bloquer l'accès du diffuseur macédonien à ses services, bloquant de facto la participation macédonienne. Lors de la publication de la première liste de participants au Concours, le 7 novembre 2017, le pays n'y figurait donc pas. 
Dix jours plus tard cependant, les sanctions contre le diffuseur ont été levées à la suite du remboursement de la dette. Le pays a alors annoncé sa participation et a été ajouté à la liste des participants.

## Sélection
Le 25 janvier 2018, le diffuseur MRT a annoncé que le représentant macédonien serait sélectionné en interne. Un appel à candidatures public a été lancé du 25 janvier 2018 au 8 février 2018.
Le 13 février 2018, il est annoncé que c'est le duo Eye Cue qui représentera la Macédoine à l'Eurovision 2018 avec leur chanson Lost and Found. La chanson a été présentée le 11 mars 2018.

## À l'Eurovision
La Macédoine a participé à la première demi-finale, le 8 mai 2018. Elle y termine 18e avec 24 points, échouant ainsi à se qualifier pour la finale.